# Hvor er far?
Pour plus de détails, voir Fiche technique et Distribution.
Hvor er far? (littéralement « où est papa ? ») est un film danois réalisé par Charles Tharnæs, sorti en 1948. 

## Fiche technique
- Titre : Hvor er far?
- Réalisation : Charles Tharnæs
- Scénario : Edith Rode, Charles Tharnæs
- Musique : Emil Reesen
- Directeur de la photographie : Einar Olsen
- Montage : Edith Schlüssel
- Décorateur : Erik Aaes
- Sociétés de production : Palladium Productions
- Format : Noir et blanc  - Mono
- Genre : Comédie dramatique
- Durée : 78 minutes
- Date de sortie : Danemark : 30 octobre 1948

## Distribution

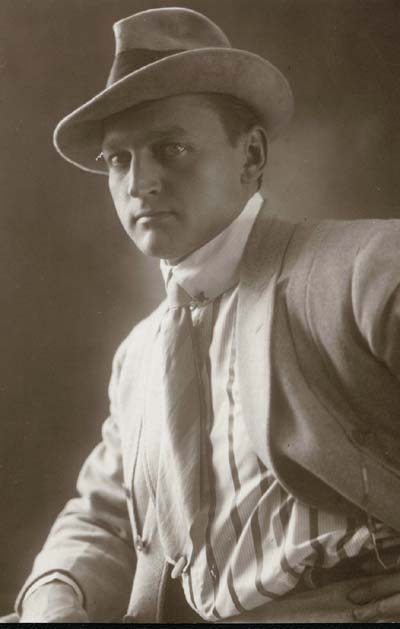
Johannes Meyer

- Johannes Meyer
- Randi Michelsen
- Ellen Gottschalch
- Kai Wilton
- Helle Virkner
- Preben Mahrt
- Ib Schønberg
- Lise Thomsen
- Preben Lerdorff Rye
- Svend Bille